# Canton de Mouthe
Le canton de Mouthe est une ancienne division administrative française, située dans le département du Doubs et la région Franche-Comté.

## Représentation

### Conseillers généraux de 1833 à 2015
| Période | Période      | Identité                            | Étiquette          | Qualité |
| ------- | ------------ | ----------------------------------- | ------------------ | --- |
| 1833    | 1839         | François-Xavier Lamy                |                    | Maire de Mouthe |
| 1839    | 1848         | Alexandre-Ferréol Longchamp         |                    | Juge de paix à Mouthe |
| 1848    | 1877         | Jean-Simon-Matthieu-Gustave Loiseau | Droite             | Procureur général puis Premier Président à la Cour impériale de Besançon                                                         |
| 1877    | 1880 (décès) | Gustave Colin                       | Centre gauche      | Avocat puis juge de paix Député (1876-1880                                                                                       |
| 1881    | 1889 (décès) | Emile-Eugène Roux                   |                    | Sous-directeur à la Préfecture de la Seine                                                                                       |
| 1890    | 1895         | Xavier Vandel                       | Républicain        | Industriel à La Ferrière-sous-Jougne et à Pontarlier, conseiller d'arrondissement                                                |
| 1895    | 1934 (décès) | Maurice Ordinaire                   | URD                | Journaliste, puis haut fonctionnaire Propriétaire à Jougne Député (1898-1902) Sénateur (1913-1934)                               |
| 1934    | 1940         | Alfred Maire                        | URD                | Agriculteur et négociant Maire de Labergement-Sainte-Marie (1900-1940) Député (1919-1924) Nommé conseiller départemental en 1943 |
|         |              |                                     |                    | |
| 1945    | 1961         | Charles Renaud                      | DVD                | Mutilé de guerre, Maire des Pontets                                                                                              |
| 1961    | 1973         | René Salin                          | MRP puis CD        | Médecin - Maire de Mouthe (1959-1970)                                                                                            |
| 1973    | 1979         | Pierre Vionnet                      | UDR                | Maire de Labergement-Sainte-Marie                                                                                                |
| 1979    | 1998         | Roland Vuillaume                    | Centriste puis RPR | Ingénieur-conseil Député (1980-2002), maire de Pontarlier (1983-1989)                                                            |
| 1998    | 2004         | Michel Morel                        | RPR puis UMP       | Technicien des méthodes Maire de Jougne                                                                                          |
| 2004    | 2015         | Jean-Marie Saillard,                | DVD                | Maire de Les Villedieu Président de la CC des Hauts du Doubs                                                                     |

### Conseillers d'arrondissement (de 1833 à 1940)
Le canton de Mouthe avait deux conseillers d'arrondissement.
| Période                                  | Période          | Identité                              | Étiquette                    | Qualité |
| ---------------------------------------- | ---------------- | ------------------------------------- | ---------------------------- | --- |
| 1833                                     | 1836             | Simon Jouffroy (1763-1851)            |                              | Ancien négociant aux Pontets, notaire à Mouthe                                                              |
| 1833                                     | 1842             | Angélique Paillard (1767-1849)        |                              | Maire de Métabief                                                                                           |
| 1836                                     | 1842             | Pierre Thiébaud                       |                              | Propriétaire à Mouthe                                                                                       |
| 1842                                     | 1852             | M. Claudet                            |                              | |
| 1842                                     | 1852             | Jean-François Carrez                  |                              | Médecin, maire de Mouthe                                                                                    |
|                                          |                  |                                       |                              | |
| 1877                                     | 1888 (démission) | Théodore Victor Albert Jouffroy       |                              | Notaire, maire de Mouthe, suppléant du juge de paix                                                         |
|                                          | 1884 (décès)     | Emile Xavier Marie Vandel (1834-1884) |                              | Maitre de forges à Jougne                                                                                   |
| 1885                                     | 1902 (décès)     | Louis Carrez                          | Droite catholique            | Maire de Mouthe                                                                                             |
| 1889                                     | 1890 (démission) | Xavier Vandel                         | Républicain                  | Industriel à La Ferrière-sous-Jougne et à Pontarlier                                                        |
|                                          |                  |                                       |                              | |
| 1903                                     | 1928             | François Vuez                         | Rad.                         | Cultivateur à Brey-et-Maison-du-Bois                                                                        |
| 1913                                     | 1928             | Marius Marandin                       | Rad.                         | Maire de Métabief                                                                                           |
| 1928                                     | 1940             | Camille Paillard                      | Union nationale républicaine | Cultivateur, maire de Saint-Antoine                                                                         |
| 1928                                     | 1940             | Joseph Deniset                        | Union nationale républicaine | Cultivateur, maire de Brey-et-Maison-du-Bois                                                                |
| 1940                                     |                  |                                       |                              | Les conseils d'arrondissement ont été suspendus par la loi du 12 octobre 1940 et n'ont jamais été réactivés |
| Les données manquantes sont à compléter. |                  |                                       |                              | |

## Composition
Ce canton était composé des vingt-trois communes suivantes :
| Nom                        | Code Insee | Intercommunalité                             | Superficie (km2) | Population (dernière pop. légale) | Densité (hab./km2) |
| -------------------------- | ---------- | -------------------------------------------- | ---------------- | --------------------------------- | ------------------ |
| Mouthe (chef-lieu)         | 25413      | CC des Lacs et Montagnes du Haut-Doubs       | 38,73            | 1 022 (2014)                      | 26                 |
| Bonnevaux                  | 25075      | CC du Plateau de Frasne et du Val du Drugeon | 16,53            | 372 (2014)                        | 23                 |
| Brey-et-Maison-du-Bois     | 25096      | CC des Lacs et Montagnes du Haut-Doubs       | 6,18             | 100 (2014)                        | 16                 |
| Chapelle-des-Bois          | 25121      | CC des Lacs et Montagnes du Haut-Doubs       | 39,69            | 255 (2014)                        | 6,4                |
| Châtelblanc                | 25131      | CC des Lacs et Montagnes du Haut-Doubs       | 20,79            | 122 (2014)                        | 5,9                |
| Chaux-Neuve                | 25142      | CC des Lacs et Montagnes du Haut-Doubs       | 28,31            | 303 (2014)                        | 11                 |
| Le Crouzet                 | 25179      | CC des Lacs et Montagnes du Haut-Doubs       | 3,77             | 57 (2014)                         | 15                 |
| Fourcatier-et-Maison-Neuve | 25252      | CC des Lacs et Montagnes du Haut-Doubs       | 2,75             | 94 (2014)                         | 34                 |
| Gellin                     | 25263      | CC des Lacs et Montagnes du Haut-Doubs       | 4,87             | 233 (2014)                        | 48                 |
| Jougne                     | 25318      | CC des Lacs et Montagnes du Haut-Doubs       | 29,03            | 1 684 (2014)                      | 58                 |
| Labergement-Sainte-Marie   | 25320      | CC des Lacs et Montagnes du Haut-Doubs       | 22,12            | 1 168 (2014)                      | 53                 |
| Longevilles-Mont-d'Or      | 25348      | CC des Lacs et Montagnes du Haut-Doubs       | 13,25            | 493 (2014)                        | 37                 |
| Métabief                   | 25380      | CC des Lacs et Montagnes du Haut-Doubs       | 5,76             | 1 149 (2014)                      | 199                |
| Petite-Chaux               | 25451      | CC des Lacs et Montagnes du Haut-Doubs       | 9,81             | 150 (2014)                        | 15                 |
| Les Pontets                | 25464      | CC des Lacs et Montagnes du Haut-Doubs       | 6,36             | 139 (2014)                        | 22                 |
| Reculfoz                   | 25483      | CC des Lacs et Montagnes du Haut-Doubs       | 2,54             | 45 (2014)                         | 18                 |
| Remoray-Boujeons           | 25486      | CC des Lacs et Montagnes du Haut-Doubs       | 15,15            | 396 (2014)                        | 26                 |
| Rochejean                  | 25494      | CC des Lacs et Montagnes du Haut-Doubs       | 24,32            | 668 (2014)                        | 27                 |
| Rondefontaine              | 25501      | CC des Lacs et Montagnes du Haut-Doubs       | 2,72             | 28 (2014)                         | 10                 |
| Saint-Antoine              | 25514      | CC des Lacs et Montagnes du Haut-Doubs       | 4,51             | 333 (2014)                        | 74                 |
| Sarrageois                 | 25534      | CC des Lacs et Montagnes du Haut-Doubs       | 13,22            | 175 (2014)                        | 13                 |
| Vaux-et-Chantegrue         | 25592      | CC du Plateau de Frasne et du Val du Drugeon | 13,98            | 551 (2014)                        | 39                 |
| Les Villedieu              | 25619      | CC des Lacs et Montagnes du Haut-Doubs       | 15,07            | 203 (2014)                        | 13                 |

## Démographie
| 1962  | 1968  | 1975  | 1982  | 1990  | 1999  | 2006  | 2011  | 2012  |
| ----- | ----- | ----- | ----- | ----- | ----- | ----- | ----- | ----- |
| 5 421 | 5 285 | 5 061 | 5 342 | 6 537 | 7 273 | 8 162 | 9 083 | 9 209 |